# Takaaki Tokushige
Takaaki Tokushige (徳重 隆明 Tokushige Takaaki?), född 18 februari 1975 i Kagoshima prefektur, är en japansk före detta fotbollsspelare.
Tokushige började sin karriär 1993 i Denso. 2002 flyttade han till Cerezo Osaka. Efter Cerezo Osaka spelade han för Kyoto Sanga FC, Tokushima Vortis och Nagoya SC. Han avslutade karriären 2014.